# 1-й Колективний провулок (Житомир)
1-й Колективний провулок — провулок в Богунському районі міста Житомира.     

## Характеристики
Розташований у північно-західній частині міста, в історичній місцевості Рудня.             
Бере початок з вулиці Короленка. Г-подібний на плані. Прямує на північ, затим повертає на схід. Завершується у 1-му Ливарному провулку.             

Забудова провулка — садибна житлова.     

## Історія
У ХІХ ст. та на початку ХХ ст. за місцем розташування провулка на мапах показані угіддя.. Згодом у місцевості розкинулися сільськогосподарські угіддя колективного господарства (артілі) ім. XVIII з'їзду КПРС.        
Провулок почав формуватися після Другої світової війни та забудовуватися індивідуальними житловими будинками працівниками промислових підприємств. Провулок та його забудова сформувалися у 1950-х роках.         
У 1958 році провулку надано нинішню назву.        